# Selpius Bobi
Selpius Bobi – papuaski aktywista, działacz na rzecz niepodległości Papui Zachodniej.
Od 2006 do stycznia 2010 przebywał w więzieniu. Odsiadywał wyrok za rolę, jaką odegrał w wydarzeniach w Abepurze w marcu 2006. Koordynował protest ludności papuaskiej zorganizowany 26 stycznia 2011 w Jayapurze. Krytykował Ludowe Zgromadzenie Papui (MRP), wskazując, że nie działa ono realnie na rzecz ludności autochtonicznej. Brał udział w III Papuaskim Kongresie Ludowym w Abepurze (17–19 października 2011). 19 października 2011 został aresztowany, następnie zaś oskarżony między innymi o zdradę państwa. 30 stycznia 2012 stanął przed sądem. 16 marca 2012 został skazany na trzy lata więzienia.